# Flutkanal (Waldnaab)

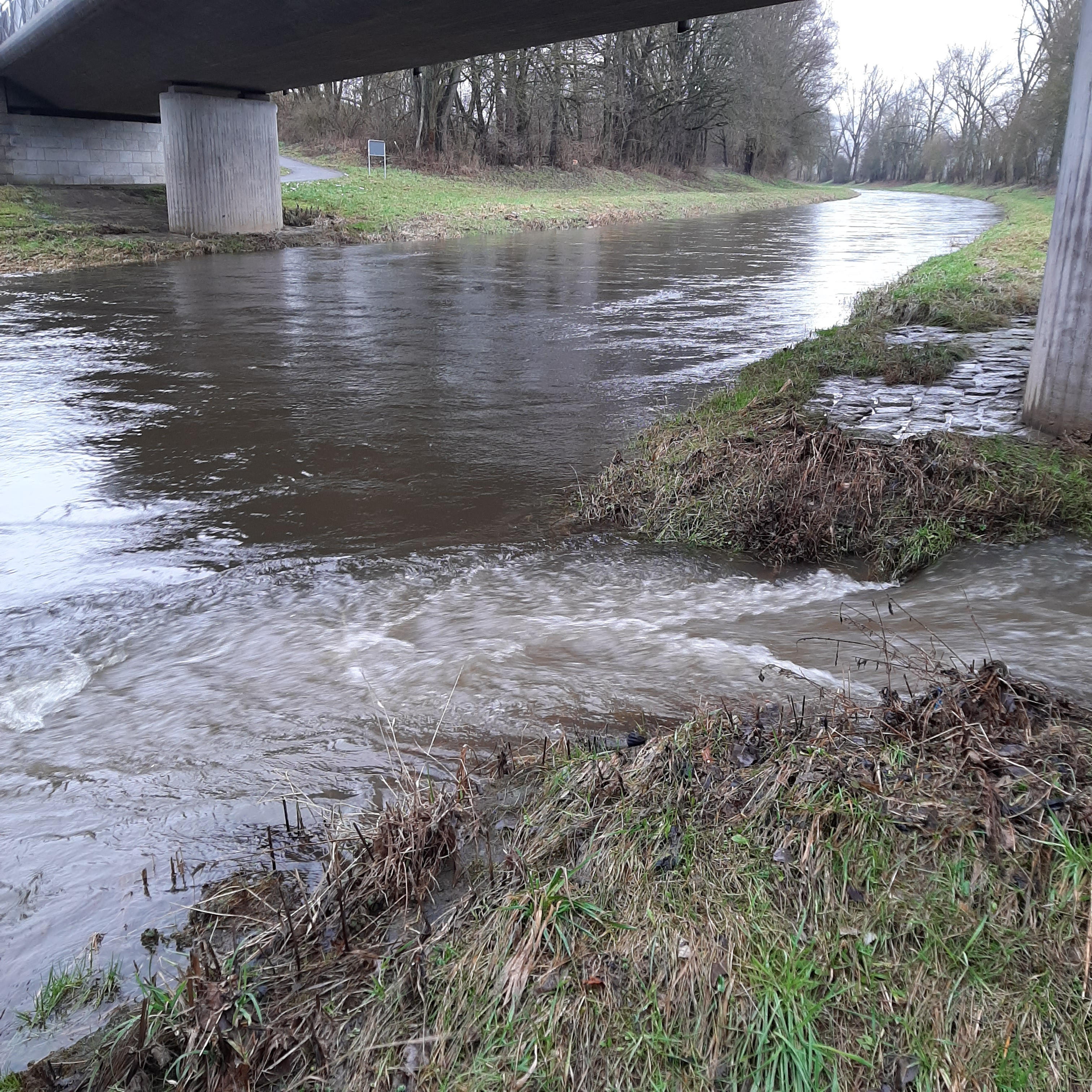
Flutkanal auf Höhe der Mündung des Almesbachs

Der Flutkanal ist ein anfangs rechter Abzweig der Waldnaab, der zum Hochwasserschutz der Stadt Weiden dient Er läuft zwischendurch mit der Waldnaab vereint, vor der er dann linksseits wieder abzweigt. Nach einer Unterdükerung durch diese mündet er nach insgesamt etwa 7 km von rechts wieder in diese zurück.

## Geografie

### Verlauf
| Zuläufe und Bauwerke \| Flutkanal \| Flutkanal \| Flutkanal \| Flutkanal \| Flutkanal \| \| --------- \| ------------------------------------ \| --------- \| --------- \| --------- \| \| Legende \| \| \| \| \| \| \| Oberes Wehr \| \| \| \| \| \| Herbstaugraben \| \| \| \| \| \| Furt \| \| \| \| \| \| Ostmarkstraße \| \| \| \| \| \| Schweinenaab \| \| \| \| \| \| Waldnaab mündet in Flutkanal \| \| \| \| \| \| Weiden in der Oberpfalz \| \| \| \| \| \| \| \| \| \| \| \| Mittleres Wehr \| \| \| \| \| \| Umgehungsstraße \| \| \| \| \| \| Düker: Waldnaab unterquert Flutkanal \| \| \| \| \| \| \| \| \| \| \| \| Moosbürg \| \| \| \| \| \| Oberer Pfauengraben \| \| \| \| \| \| ehm.unteres Wehr \| \| \| \| \| \| Unterer Pfauengraben \| \| \| \| \| \| Neubau (Weiden in der Oberpfalz) \| \| \| \| \| \| Waldnaab \| \| \| \| \| \| Mündung in Waldnaab \| \| \| \| \| Waldnaab \| \| \| \| \| |                                      |  |  |  |
| Flutkanal |                                      |  |  |  |
| Legende |                                      |  |  |  |
| | Oberes Wehr                          |  |  |  |
| | Herbstaugraben                       |  |  |  |
| | Furt                                 |  |  |  |
| | Ostmarkstraße                        |  |  |  |
| | Schweinenaab                         |  |  |  |
| | Waldnaab mündet in Flutkanal         |  |  |  |
| | Weiden in der Oberpfalz              |  |  |  |
| |                                      |  |  |  |
| | Mittleres Wehr                       |  |  |  |
| | Umgehungsstraße                      |  |  |  |
| | Düker: Waldnaab unterquert Flutkanal |  |  |  |
| |                                      |  |  |  |
| | Moosbürg                             |  |  |  |
| | Oberer Pfauengraben                  |  |  |  |
| | ehm.unteres Wehr                     |  |  |  |
| | Unterer Pfauengraben                 |  |  |  |
| | Neubau (Weiden in der Oberpfalz)     |  |  |  |
| | Waldnaab                             |  |  |  |
| | Mündung in Waldnaab                  |  |  |  |
| Waldnaab |                                      |  |  |  |

Der Flutkanal geht östlich des Stadtteils Hammerweg von Weiden an einem Wehr von der Waldnaab nach rechts ab und zieht in viel geradlinigerem Lauf als die mäandrierende Waldnaab  etwa südsüdwestwärts. Schon nach weniger als hundert Metern fließt ihm von rechts der Äußere Herbstaugraben zu, der wenig zuvor von seiner linken Seite den in der Mitte der Waldnaab-Aue fließenden Inneren Herbstaugraben aufgenommen hat. Er läuft dann zwischen Kleingärtengelände rechtsseits und Landwirtschaftsflächen auf der Waldnaab-Seite bis zur Brücke der B 22, wo ihm von links der Almesbach zuläuft. Kurz nach der Brücke läuft von rechts mit der Waldnaab der größte Zufluss zu, die ihm über drei Viertel seines eigenen Einzugsgebietes (ausgenommen das der Waldnaab selbst) verschafft.
Weiter abwärts fließt er nach 2,1 km östlich des Weidener Stadtkerns und etwas vor der Friedrich-Ebert-Straße wieder mit der Waldnaab zusammen. Die nächsten 1,1 km verläuft die Waldnaab im Bett des Flutkanals. Danach trennen sich die beiden wieder kurz vor der Brücke der St 2238, diesmal ist der Flutkanal der linke Teilungszweig.
Etwa 1,0 km weiter unterquert nahe der Kläranlage von Weiden die Waldnaab den Flutkanal von rechts nach links über einen Düker. In der Folge fließen dem Flutkanal von links nacheinander der Obere Pfauengraben bei Moosbürg und danach der Untere Pfauengraben kurz vor Neubau zu. Dem nächsten rechten Zufluss Ullersrichter Bach kurz nach Neubau gegenüber läuft der Wehrbach ein, ein rechter Abzweig der Waldnaab an der Pirkmühle. Etwas abwärts von dieser fließen Flutgraben und Waldnaab kurz vor der Waldnaabbrücke der A 93 wieder zusammen.
Gegen Ende des mittleren Abschnitts steht ein Pegel an der Waldnaab.

### Radwege
Entlang des Flutkanals verlaufen fast immer auf beiden Seiten Rad- und Fußwege. Diese sind auf der Seite links des Flusses vom Hammerwegwehr bis zur Moosbürger Straße durchgehend und auf der rechten Seite erst ab dem Max-Reger-Park durchgehend asphaltiert. Diese Wege sind als halbseitige Allee ausgebaut, da auf der Seite zum Fluss eine Pappel-Reihe steht.

### Abschnitte und Zuflüsse
Vom ersten Abzweig bis zum letzten Zusammenfluss. Längen und Einzugsgebiete überwiegend nach dem amtlichen Gewässerverzeichnis, in Details auch abgemessen auf der amtlichen topographischen Karte, Höhen abgefragt auf der amtlichen topographischen Karte.
- → (Abgang des ersten Abschnitts), nach rechts auf 395 m ü. NHN von der Waldnaab östlich von Hammerweg
  - Äußerer Herbstaugraben, von rechts auf 395 m ü. NHN, 3,9 km und 2,9 km²
  - Almesbach, von links auf 392 m ü. NHN, 5,0 km und 12,4 km²; unterquert zuvor die Waldnaab
  - Schwein(e)naab, von rechts auf 392 m ü. NHN, 26,0 km und 113,5 km²
- ← (Rücklauf des ersten Abschnitts), von rechts auf 392 m ü. NHN östlich von Weiden am oberen Ortsrand von Weiden-Ost, 2,1 km und 131,8 km²
- (Zweiter Abschnitt der Waldnaab im Bett des Flutkanals), ca. 1,1 km und über 0,1 km²
- → (Abgang des dritten Abschnitts), nach links auf 392 m ü. NHN von der Waldnaab kurz vor der Brücke der St 2238
  - (Unterdükerung durch die Waldnaab), von rechts auf 390 m ü. NHN nach links nahe der Kläranlage
  - Oberer Pfauengraben, von rechts auf 388 m ü. NHN bei Moosbürg, 0,8 km und 3,5 km²
  - Unterer Pfauengraben, von rechts auf 387 m ü. NHN kurz vor Neubau, 1,2 km und 1,1 km²
  - Wehrbach, von links auf 385 m ü. NHN gegenüber dem folgenden nahe der Pirkmühle, fast 0,5 km
  - Ullersrichter Bach, von rechts auf 385 m ü. NHN gegenüber der Pirkmühle, 3,2 km, 2,4 km²
- ← (Rücklauf des dritten Abschnitts), von rechts 385 m ü. NHN kurz nach der Pirkmühle, 4,1 km und 8,0 km²

## Geschichte
Der Flutkanal wurde im Zuge der Waldnaabregulierung, die als Reichsarbeitsdienstprojekt 1937 begonnen wurde, geschaffen. Im Jahr 1990 kaufte der Freistaat Bayern den Flutkanal mit seinen Bauwerken für 1 DM. Seitdem ist der Freistaat Bayern, vertreten durch das Wasserwirtschaftsamt Weiden, für die Anlagen verantwortlich.
Am 26. Januar 1995 entkam die Innenstadt von Weiden nur knapp einer Katastrophe. Das 50-jährliche Hochwasserereignis konnte nur durch massiven Einsatz von Hilfskräften eingedämmt werden.
Für 5,7 Mio. € wurde von 1995 bis 2007 in mehreren Bauabschnitten ein Hochwasserschutz für ein 100-jährliches Hochwasser gebaut.

## Hochwasserschutz
Der Flutkanal wurde ab 1937 zum Hochwasserschutz angelegt. Da es 1995 dennoch Hochwasser gab, wurde der Hochwasserschutz bis 2007 weiter ausgebaut:
- Der bestehende Deich zwischen Schwein(e)naab und dem Mittleren Wehr, wo der zweite wieder von der Waldnaab getrennte Abschnitt beginnt, wurde erhöht.
- Neubau des Mittleren Wehrs. Die Anlage dient zum Konstanthalten des Wasserspiegels im Flutkanal und zur Regelung des Hochwasserabflusses.
- Neubau des Oberen Wehrs. Im Frühjahr 2011 wurde mit dem Bau des Oberen Wehres begonnen. Während der Bauzeit wurde die Waldnaab über einen geöffneten Altarm zur alten Waldnaab umgeleitet. Die Baugrube wurde mit einer Spundwand umschlossen. Danach konnte das alte Wehr abgebrochen werden. Über die fertige Wehranlage führt nun eine Brücke, die für Wartungs- und Revisionszwecken, aber auch als öffentlicher Fuß- und Radweg zur Querung des Flutkanals dient.[7]

Seitdem (Stand Januar 2023) blieb die Stadt Weiden von einem großen Hochwasser verschont.